# The Times-Picayune
The Times-Picayune, également appelé New Orleans Times-Picayune, est un journal local américain de la ville de La Nouvelle-Orléans et de ses environs ayant une très large notoriété nationale. Il a été fondé en 1837 par Francis Lumsden et George Wilkins Kendall et actuellement publié par Advance Publications. Publié jusqu'en 2012 de manière quotidienne, il devient en mai de cette année-là tri-hebdomadaire (édition le mercredi, vendredi, dimanche) du fait de problèmes économiques liés au secteur et de l'importance prise par l'édition numérique.

## Historique

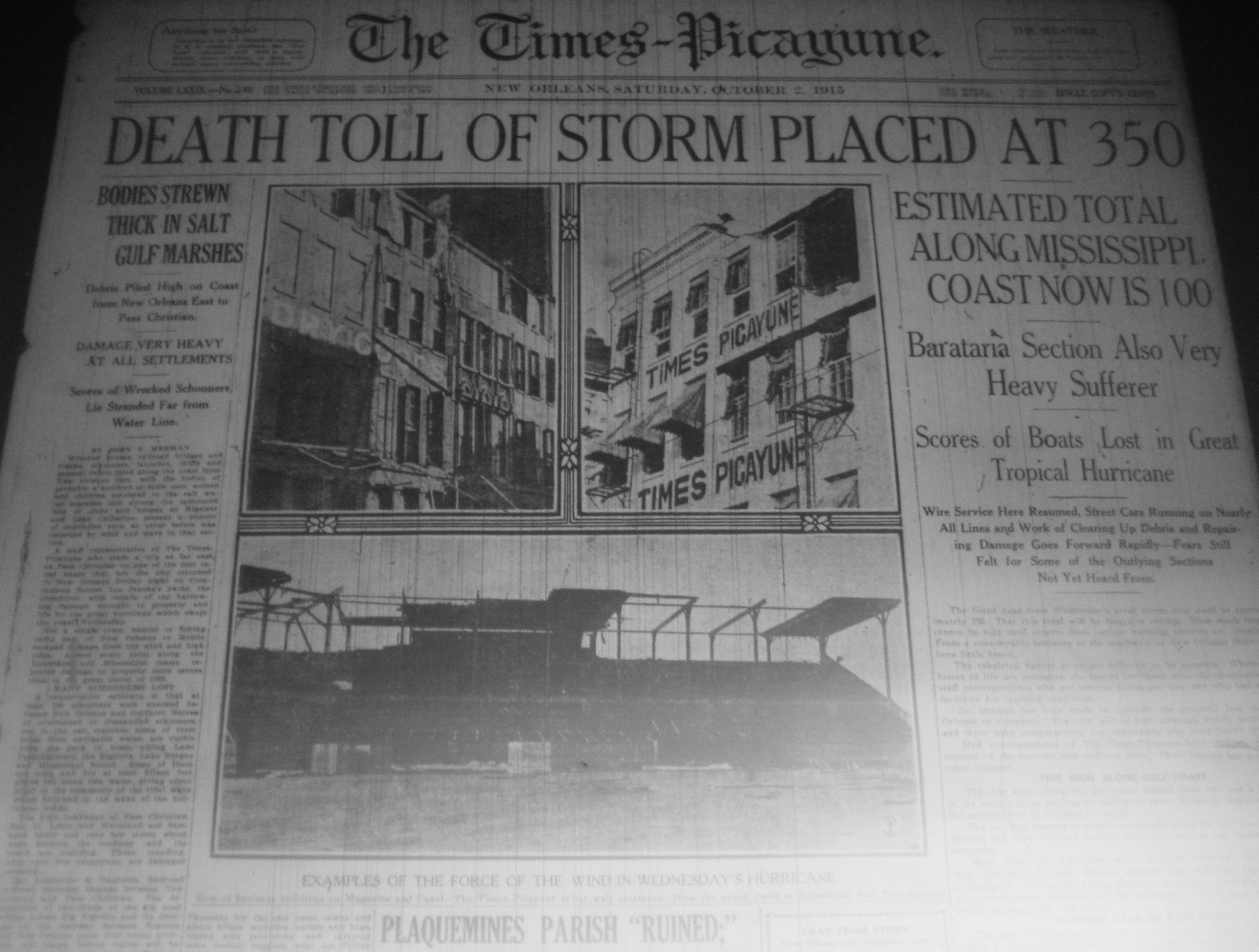
Une du Times le 2 octobre 1915.

The Picayune est créé en 1837 par Francis Lumsden et George Wilkins Kendall qui le baptisent ainsi en raison de son prix d'alors d'un picayune, une monnaie espagnole équivalente à 1/16e de dollar. En 1914, il devient le Times-Picayune après sa fusion avec le Times-Democrat, un autre journal de la ville, puis en 1980 est fusionné avec le States-Item pour devenir The Times-Picayune/The States-Item jusqu'en 1986 où il retrouve son nom actuel.
The Times-Picayune a reçu à deux reprises le prix Pulitzer, une première fois en 1997 pour une série d'articles sur la pêche et une seconde fois en 2006, conjointement avec The Sun Herald (journal de Biloxi), pour son action de service public lors de l'ouragan Katrina et dans les semaines qui suivirent. En 2012, le journal est obligé de réduire ses éditions à trois numéros par semaine en raison de problèmes économiques et de réduire d'environ un tiers le nombre de ses journalistes passant de 150 à 100,.
Parmi les grands noms qui ont travaillé pour le Times-Picayune peuvent être notés les écrivains William Faulkner et O. Henry ainsi que l'historienne Sue Eakin.

## Positionnement politique
La ligne éditoriale du Times-Picayune est modérément conservatrice selon les sujets, prenant position généralement pour les candidats républicains lors des élections présidentielles américaines. Ainsi durant les élections récentes, en 2000 il se positionne en faveur de George W. Bush, ne prend pas parti en 2004, et soutient Barack Obama en 2008.